# Netta Garti
Pour les articles homonymes, voir Netta (homonymie).
Netta Garti ou Neta Garty (en hébreu : נטע גרטי) est une actrice israélienne, née le 20 mars 1980 à Tel Aviv.

## Filmographie
- 1999-2002 : Ha-Chevre Ha-Tovim (he) (série télévisée)
- 2004 : Au bout du monde à gauche
- 2005 : Besiman Venus (he)
- 2007 : The Debt
- 2007 : Vie amoureuse (en) (Liebesleben)
- 2007 : Rak Klavim Ratzim Hofshi (he)
- 2007-2014 : The Arbitrator (en) (Ha Borer) (série télévisée)
- 2015-2018 : Fauda (série télévisée)